# 哈克定律
哈克定律（英語：Hack's law）是有關河流長度和其流域面積的經驗關係式。若L為流域中最長河流的長度，A為流域面積，則：
{\displaystyle L=CA^{h}\ }
C為常數，針對大部份的流域，指數h略小於0.6。
h會隨區域有輕微的變化，若是在較大的流域（>8,000 平方英里或20,720平方公里），也會略微降低。有推導出h的理論值為 = 4/7 ≈ 0.571。在流域的尺度可以觀察到哈克定律，若是用高解析度來觀察地面上的小尺度河流表面，也可以觀察到哈克定律（Cheraghi et al., 2018）
哈克定律得名自美國的地形學家約翰·蒂爾頓·哈克。